# Antipatros (Idumäer)
Antipatros (kurz auch Antipas, wörtlich „wie sein Vater“; * ca. 100 v. Chr.; † 43 v. Chr.) aus Idumäa war der Vater von Herodes dem Großen, Ratgeber von Johannes Hyrkanos II. und römischer Verwalter in Judäa.

## Herkunft und Familie
Über die Herkunft der Familie ist wenig bekannt. Nikolaos von Damaskus, der Biograph des Herodes, führt den Ursprung der Familie auf eine der aus dem babylonischen Exil nicht heimgekehrten jüdischen Familien zurück; es dürfte sich aber um eine Gefälligkeitsgenealogie handeln.
Antipatros stammt jedenfalls aus einer vornehmen Familie der idumäischen Oberschicht. Idumäa, ein Gebiet südlich von Judäa, war unter Johannes Hyrkanos I. von Judäa annektiert worden und seine Bewohner waren zum Judentum übergetreten. Sein Vater Antipas wurde von Alexander Jannäus zum strategos (Vorsteher) von Idumäa ernannt, eine Stellung, die er sowohl seinem Reichtum, als auch seinen guten Beziehungen zu den Nachbarn der Idumäer, insbesondere den arabischen Nabatäern und den Bewohnern der Küstenstädte Gaza und Askalon verdankte. Sein Bruder war Phallion, der 63 v. Chr. in der Schlacht bei Papyron fiel. Ein weiterer Bruder, Joseph, war der erste Ehegatte der Salome, der einflussreichen Schwester des späteren jüdischen Königs Herodes des Großen.
Antipatros heiratete Kypros, eine Angehörige des nabatäischen Königshauses (Jos. Bell. 1.180). Aus dieser Ehe stammen außer Herodes dessen Brüder Phasael (um 75–40 v. Chr.), Joseph (um 70–38 v. Chr.), Pheroras (um 68–5 v. Chr.) sowie dessen Schwester Salome (um 65 v. Chr. – 10 n. Chr.).

## Anhänger des Hyrkanos
Antipatros war ursprünglich wie sein Vater Verwalter (strategos) von Idumäa. Er tritt geschichtlich zu dem Zeitpunkt in Erscheinung, als die Königin Salome Alexandra 67 v. Chr. schwer erkrankt die Regierungsgeschäfte ihrem Sohn Hyrkanos übergibt, dem zu dieser Zeit amtierenden Hohenpriester. Der dabei übergangene andere Sohn, Aristobulos II. revoltiert, bemächtigt sich einiger Festungen und stellt ein Söldnerheer auf, mit dessen Hilfe er nach dem Tod der Alexandra seinen Bruder bald in so bedrängte Lage brachte, dass dieser sich zur Abdankung bereit erklärte (Josephus, Ant. Jud. XIV, 1).
Zu einer ausführlicheren Darstellung der Auseinandersetzung zwischen Hyrkanos und Aristobulos siehe den Hauptartikel Hasmonäischer Bruderkrieg.
Antipatros ist zu diesem Zeitpunkt offenbar ein Vertrauter des abgesetzten Hyrkanos. Er rät diesem, die Hilfe des Nabatäerkönigs Aretas zu suchen, die dieser auch gewährte, nachdem ihm Hyrkanos die Rückgabe der von Alexander Jannäus eroberten nabatäischen Städte versprochen hatte. Aretas zog mit einem Heer von 50.000 Mann gegen Aristobulos und besiegte ihn, worauf Aristobulos nach Jerusalem floh und dort von Aretas belagert wurde.
Das Blatt wendet sich, als Scaurus, ein General des Pompeius in den Konflikt eingreift und nach sorgfältiger Abwägung der von beiden Brüdern gebotenen Bestechungssummen Aretas zwingt, die Belagerung aufzuheben. Nach Abzug des Aretas und des Scaurus sammelt Aristobulos erneut ein Heer und es gelingt ihm, die Streitkräfte von Hyrkanos und Antipatros bei Papyron zu schlagen. Phallion, ein Bruder von Antipatros, fällt in dieser Schlacht, Hyrkanos und Antipatros finden Asyl in Petra, der Hauptstadt der Nabatäer, wo die Familie des Antipatros sich bereits aufhielt, um in Sicherheit den Ausgang des Bruderkriegs abzuwarten.
Man hat Antipatros vorgeworfen, den Konflikt zwischen den beiden Brüdern geschürt und damit den Aufstieg seiner Familie zur Macht befördert zu haben. Tatsache ist, dass Hyrkanos der amtierende Hohepriester und designierte (also legitime) König war, Antipatros also (aus was für weiteren Motiven auch immer), als loyaler Untertan des rechtmäßigen Königs handelte, wenn er Hyrkanos in seinem Anspruch unterstützte.

## Neuordnung Judäas
Da die Regelung der Verhältnisse durch Scaurus offenbar nicht geeignet war, in Judäa dauerhaft Frieden zu stiften, berief Pompeius etwa ein Jahr später (64/63 v. Chr.) die Vertreter der beiden Parteien zu sich. Antipatros erscheint dort als Vertreter des Hyrkanos.
Etwa ab dieser Zeit fällt es jeweils schwer zu entscheiden, ob Antipatros eher als Beamter des Hyrkanos oder eher als Beauftragter der Römer agiert. In diesem Zusammenhang stellt sich die Frage, was eigentlich Antipatros’ Mandat und Machtbasis war. Man kann es wie folgt zusammenfassen:
- Zunächst war er als Verwalter von Idumäa und Ratgeber des jüdischen Königs Hyrkanos ein hoher jüdischer Beamter mit wechselnden Amtstiteln (strategos, epitropos, epimeletes) und Zuständigkeiten (auch außerhalb von Judäa und dann wohl in römischem Auftrag),
- dann war er durch Heirat und Freundschaft sowohl den Nabatäern als auch anderen Herrschern und Städten der Region verbunden (z. B. leisteten sie ihm militärische Hilfe, s. Ant. 14.129, Bell. 1.188),
- und schließlich war er als Klient zuerst des Pompeius und später Caesars eingebunden in das römische System wechselseitiger Verpflichtung.

Nach einigem Zögern entschied Pompeius zugunsten des Hyrkanos. Aristobulos wollte diese Entscheidung nicht akzeptieren und traf Vorbereitungen für militärischen Widerstand. Unmittelbar bedroht von römischen Truppen lenkte er schließlich ein, seine Anhänger jedoch gaben nicht auf. Als sie in Jerusalem von Pompeius belagert wurden und Anhänger des Hyrkanos den römischen Truppen die Stadttore öffneten, zogen sie sich in den Tempel zurück. Nach dreimonatiger Belagerung gelang Pompeius die Einnahme des Tempels, wobei auf jüdischer Seite Tausende von Toten zu beklagen waren.
Die anschließende Neuordnung Judäas durch Pompeius wirkte sich für Antipatros günstig aus. Er fungierte als Verwalter mit römischem Auftrag und blieb in dieser Funktion auch, als Hyrkanos von Gabinius (der 57–54 v. Chr. Legat in Syrien war) aller politischen Macht entkleidet wurde. Der Grund war wohl, dass sich Antipatros den Römern in hohem Maße als nützlich erwies:
- Als Scaurus 62 v. Chr. einen Kriegszug gegen die Nabatäer unternahm und mit seinen Truppen fast der nabatäischen Taktik zum Opfer fiel, den Gegner zunächst anrücken zu lassen, dann aber in dem wüstenähnlichen Gebiet von Wasser und Nachschub abzuschneiden, unterstützte Antipatros die Römer mit Korn aus Judäa. Darüber hinaus verhandelte er mit Aretas, bis dieser sich bereit erklärte, 300 Talente an Scaurus zu zahlen, wobei Antipatros sich für die Zahlung des Tributes verbürgte.
- Auf dem Weg nach Rom gelang es Alexander, dem Sohn des Aristobulos, zu fliehen. Er kehrte 57 v. Chr. zurück nach Judäa, entfachte erneut einen Aufstand und es gelang ihm, Hyrkanos zu vertreiben. Kurz darauf musste er jedoch vor den Truppen des von Gabinius entsandten Marcus Antonius weichen. Er wird dabei von jüdischen Truppen unter Antipatros’ Kommando unterstützt.
- Als Gabininus 55 v. Chr. in Ägypten (ohne Ermächtigung durch den Senat, aber auf Geheiß des Pompeius) einmarschierte mit dem Ziel, Ptolemaios XII. Neos Dionysos wieder als Pharao einzusetzen, führte Antipatros ein Armeekontingent. Söldner der jüdischen Kolonie in Pelusium leisten zunächst Widerstand, werden aber von Antipatros überredet die römischen Truppen passieren zu lassen.
- Kurz darauf gelang es Alexander, dem Sohn des Aristobulos, erneut einen Aufstand in Judäa zu entfachen. Dem von Gabinius entsandten Antipatros gelang es, einen erheblichen Teil der Aufständischen zum Niederlegen der Waffen zu bewegen. Alexander und 30000 Anhänger weigerten sich jedoch aufzugeben und wurden am Berg Tabor von Gabinius geschlagen (Jos. Ant. XIV,102).

Im Jahr 54 v. Chr. wurde Marcus Licinius Crassus, neben Caesar und Pompeius Mitglied des ersten Triumvirats, als Nachfolger des Gabinius Statthalter der Provinz Syrien. Sein Interesse galt jedoch nicht der Provinz, sondern der Vorbereitung eines großen Feldzuges gegen die Parther, von dem er sich Ruhm, Reichtum und Rückhalt beim Heer versprach. Um die benötigten Mittel aufzubringen, vergriff er sich nicht nur am Tempelschatz, sondern entfernte auch alles, was sich an goldenen Geräten und Ornamenten im Tempel fand – ein Frevel, den zu begehen Pompeius seinerzeit sich gescheut hatte. Nach dem Bericht des Josephus (Ant. XIV. 105ff) handelte es sich um die geradezu unglaubliche Summe von insgesamt 10000 Talenten (umgerechnet etwa 300–400 Tonnen Gold, in heutiger Währung jedenfalls ein Milliardenbetrag). Trotz der soliden Finanzierung erlebte die römische Armee in der Schlacht bei Carrhae eine der verheerendsten Niederlagen der römischen Geschichte: 20000 Soldaten verloren ihr Leben (darunter Crassus selbst und dessen Sohn), 10000 gerieten in Gefangenschaft und sogar die Feldzeichen gingen verloren, was in Rom als besondere Schmach empfunden wurde. Selbstverständlich betrachtete man in Judäa diese Niederlage als prompte Rache Gottes für den begangenen Tempelraub.
Aus der Schlacht retten konnte sich Gaius Cassius Longinus mit seinem Truppenteil. Cassius war später einer der Hauptbeteiligten an der Verschwörung gegen Cäsar. Nach Syrien zurückgekehrt, trat er die Nachfolge von Crassus an. Nachdem er die Grenzen Syriens gegen nachdringende Parther gesichert und Alexander, Sohn des Aristobulos zum Frieden verpflichtet hatte, schlug er in Judäa einen weiteren Aufstand von Anhängern des Aristobulos bei Tarichea (unter dem Namen Migdal oder Magdala bekannt als der Herkunftsort der Maria Magdalena) am See Genezareth nieder, verkaufte 30.000 aufständische Juden in die Sklaverei und ließ Pitholaos (einen der Anführer) auf Anraten des Antipatros hinrichten (Jos. Bell. 1.180).

## Römischer Bürgerkrieg
Währenddessen waren in Rom die politischen Spannungen stetig gewachsen, was schließlich im Jahr 49 v. Chr. zum Ausbruch des Bürgerkriegs mit Pompeius auf der einen und Cäsar auf der anderen Seite führte. Eine der gegen Pompeius gerichteten Aktionen Cäsars war die Befreiung des Aristobulos, dem er zwei Legionen zur Verfügung stellte mit dem Ziel, Hyrkanos in Judäa (und damit Pompeius in Syrien) Schwierigkeiten zu bereiten. Doch der Plan misslang, da Aristobulos in Rom von Anhängern des Pompeius vergiftet wurde. Außerdem wurde Alexander, Sohn des Aristobulos, kurz darauf von Quintus Metellus Scipio in Antiochia geköpft. Die Auseinandersetzung endet mit der Niederlage der Pompeius-Partei in der Schlacht bei Pharsalos und der Flucht des Pompeius nach Ägypten, wo er einem Anschlag Ptolemaios XIII. zum Opfer fällt.
Zu jener Zeit war Cäsar in Alexandria eingeschlossen und sah sich einer Übermacht ägyptischer Truppen unter Achillas, dem Feldherrn von Ptolemaios XIII., gegenüber. Derweil wurde dem Entsatzheer des Mithridates von Pergamon in Pelusium der Einmarsch nach Ägypten verwehrt. Antipatros kam nicht nur mit einem jüdischen Kontingent von 3000 Mann ihm zu Hilfe, sondern brachte auch weitere Hilfstruppen aus Syrien und Nabatäa mit. Mit seiner Hilfe konnte Pelusium nach kurzer Belagerung eingenommen werden. Bei der Erstürmung zeichnete er sich durch persönlichen Einsatz aus. Als kurz darauf die jüdischen Söldner in Leontopolis das Entsatzheer am Weitermarsch hindern wollten, überredete Antipatros sie, auf die Seite Cäsars zu wechseln. Genau genommen war es die Seite Kleopatras, Schwester, Gattin und Mitregentin des Ptolemaios, die von ihm abgesetzt worden war, und deren Partei Cäsar ergriffen hatte. Es ist unklar, inwieweit Hyrkanos selbst an diesem Feldzug teilnahm. Josephus schreibt (Ant. XIV.130), Antipatros hätte die Juden von Leontopolis durch ein Sendschreiben des Hyrkanos überzeugt, was nahelegt, dass Hyrkanos nicht vor Ort war; weiter unten (Ant. XIV.139) bestätigt er aber ausdrücklich die Teilnahme von Hyrkanos am Feldzug. Schließlich gelingt es Antipatros, während eines Gefechts im Delta, in der Nähe der Küste, unter großer Gefahr den Mithridates aus einer bedrängten Lage zu retten. Die Kriegstaten des Antipatros wurden Cäsar berichtet, dem das rechtzeitige Eintreffen des Entsatzheeres einmal mehr ermöglicht hatte, den Sieg davonzutragen.
Cäsar zeigte sich für die Hilfe erkenntlich: Antipatros wurde ein Klient Cäsars, eine Verbindung, die zur Grundlage der engen Beziehung zwischen Antipatros’ Nachkommen und den Herrschern Roms wurde. Darüber hinaus wurde Antipatros das römische Bürgerrecht mit dem Privileg der Steuerfreiheit verliehen. Hyrkanos wird in seinem Amt als Hoherpriester und Ethnarch von Judäa bestätigt. Darüber hinaus gestattete Cäsar die Reparatur der Stadtbefestigungen von Jerusalem, die von Pompeius geschleift worden waren. Eine von Antigonus, dem Sohn des Aristobulos, vor Cäsar gebrachte Anklage Antipatros’, dahingehend, Antipatros sei verantwortlich für den Mord an seinem Vater Aristobulos und für die Hinrichtung seines Bruders, wird von Cäsar abgewiesen.

## Machtkämpfe in Jerusalem
Als von Cäsar bestellter epitropos von Judäa (etwa: Aufseher, Verwalter) nach Jerusalem zurückgekehrt, beeilte sich Antipatros, die Machtverhältnisse klarzustellen. Seinen ältesten Sohn Phasael betraute er mit der Verwaltung Jerusalems (dazu gehörte wohl auch, den Wiederaufbau der Stadtbefestigung zu überwachen), seinen Zweitältesten Herodes (damals erst 25) macht er zum Verwalter von Galiläa (Ant. XIV.158). Beide Brüder gewannen Anerkennung, Herodes durch Tatkraft, Phasael durch verbindlichen Umgang mit den Bürgern Jerusalems, und diese Anerkennung steigerte das Ansehen des Antipatros unter den Juden. Josephus schreibt (Ant. XIV.162), dass man ihn gleich einem König ehrte, dennoch habe er weiter loyal zu Hyrkanos gestanden.
Wie auch immer das Verhältnis zwischen Hyrkanos und Antipatros beschaffen gewesen sein mag, ist es jedenfalls leicht nachvollziehbar, dass die jüdische Oberschicht durch die stete Zunahme der Macht und des Reichtums des Antipatros und seines Clans zutiefst beunruhigt war, vor allem, da das besondere Verhältnis des Antipatros zu den Führern Roms ihm ein Gewicht verlieh, dem sie nichts entgegenzusetzen hatten und das ihn gewissermaßen unangreifbar machte. Daher suchte man einen anderen Ansatzpunkt für den Angriff und fand ihn im vielleicht allzu tatkräftigen Vorgehen des Herodes. Dieser hatte erfolgreich sogenannte Räuber in Galiläa und den angrenzenden Bezirken Syriens bekämpft und dabei einen der Anführer namens Ezechia und einige seiner Gefolgsleute kurzerhand hinrichten lassen, statt sie vor Gericht zu stellen, wie das Gesetz es verlangt hätte. Dieses Vorgehen bot die Handhabe, den Herodes vor Hyrkanos anzuklagen.
Die Situation des Hyrkanos muss schwierig gewesen sein: Einerseits hatte Herodes gegen das jüdische Gesetz verstoßen. Wohlgemerkt nur gegen das jüdische Gesetz – als Bevollmächtigter Roms mochte sein Handeln durchaus legal gewesen sein, vor allem dann, wenn die Aktionen in der Provinz Syrien, also eigentlich außerhalb der Jurisdiktion des Hyrkanos stattfanden. Die Bewertung der Handlungen des Herodes wären dann Sache des Statthalters von Syrien, zu jener Zeit war das Sextus Iulius Caesar, ein Verwandter von Gaius Iulius Caesar. Laut Bericht des Josephus (Ant. XIV.168ff) fand das Vorgehen des Herodes nicht nur den Beifall des Sextus, vielmehr wies Sextus Hyrkanos an, die Anklage gegen Herodes fallenzulassen. Auch das stolze Auftreten des jungen Herodes, der vor Gericht prächtig gewandet und von einer Leibwache begleitet erschien, wird für Hyrkanos die Angelegenheit nicht vereinfacht haben. Was Hyrkanos genau getan hat, ist nicht ganz klar, jedenfalls scheint er die Sache dilatorisch behandelt zu haben, derweil Herodes Zeit hatte, sich nach Damaskus unter den Schutz des Sextus zu begeben.

## Verschwörung des Malichus und Tod des Antipatros
Nachdem Herodes von Sextus zum Führer der Armee (στρατηγός) in Koilesyrien und Samaria ernannt worden war, hatte er die Möglichkeit, seine Rechtsposition gegenüber Hyrkanos und der Oberschicht in Jerusalem mit militärischer Macht zu unterfüttern. Er zögerte nicht lange, sondern erschien bald in Begleitung einer Armee vor den Toren Jerusalems, offenbar mit der Absicht, Hyrkanos abzusetzen. Dort gelang es jedoch seinem Vater Antipatros und seinem Bruder Phasael, ihn von diesem Vorhaben abzubringen. Das ist jedenfalls die Darstellung bei Josephus (Ant. XIV.170ff. und Bell. I.212ff.). Josephus behauptete zudem, Herodes habe seine Position als Heerführer durch Bestechung erlangt, sich also gewissermaßen eine römische Armee gekauft.
Eine andere Interpretation der Ereignisse erscheint wahrscheinlicher: Dass es sich nicht um eine Auseinandersetzung zwischen Hyrkanos und Herodes, sondern einen Machtkampf zwischen Rom und der judäischen Theokratie handelte. Sextus hatte Hyrkanos angewiesen, die Klage abzuweisen, da nach römischem Recht kein Klagegrund vorlag. Hyrkanos hatte dieser Anweisung nicht entsprochen: er und seine Ratgeber hatten versucht, jüdisches Recht außerhalb von Judäa auf einen Juden (Herodes) anzuwenden, der aber in Sextus Augen in erster Linie römischer Bürger war. Um seine Position durchzusetzen, beauftragte Sextus Herodes, mit ausreichenden Truppen nach Jerusalem zu marschieren und ein Einlenken von Hyrkanos zu erzwingen oder diesen nötigenfalls abzusetzen.
Zu jener Zeit (46 v. Chr.) hatte Cäsar zwar Pompeius besiegt, doch dessen Anhänger waren noch nicht überall überwunden. Einem dieser Anhänger, Quintus Caecilius Bassus, gelang es, Sextus zu ermorden und die römischen Truppen in Syrien unter seine Kontrolle zu bringen. Er wurde jedoch von Truppen Cäsars unter Lucius Staius Murcus angegriffen und in Apameia belagert. Es gelang zunächst nicht, ihn zu besiegen. Erst als Quintus Marcius Crispus, der Statthalter in Bithynien, mit drei Legionen in den Kampf eingriff, konnte Bassus besiegt werden. In dieser Auseinandersetzung unterstützte Antipatros die Seite Cäsars durch Stellung von Hilfstruppen und Entsendung seiner Söhne Herodes und Phasael.
Als Cäsar im Jahr 44 v. Chr. einer Verschwörung zum Opfer fiel, kam es erneut zu Umbrüchen in der politischen Landschaft. Gaius Cassius Longinus, einer der Köpfe der Verschwörung, war noch von Cäsar zum Statthalter von Syrien ernannt worden. Marcus Antonius, der versuchte, die Nachfolge Cäsars anzutreten, ersetzte ihn durch Publius Cornelius Dolabella, konnte jedoch nicht verhindern, dass Cassius das Kommando der syrischen Truppen übernahm, nachdem es Cassius gelungen war, einen Frieden zwischen Bassus und Murcus zu vermitteln und die Belagerung von Apameia aufgehoben war. Mit diesem Heer besiegte Cassius die Truppen des Dolabella in der Schlacht bei Laodicea (Ant. XIV.271ff.; Bell. I.218f.).
Man kann davon ausgehen, dass die Position Cassius’ in Syrien auch nach diesem Sieg keineswegs unangefochten war. Abgesehen von den laufenden Soldkosten für mehrere Legionen musste er sich auch auf einen zu erwartenden Angriff durch Marcus Antonius vorbereiten. Auch in Kleopatra, Mutter von Cäsars Sohn Kaisarion (mithin eines möglichen Nachfolgers Cäsars) und Königin von Ägypten, das traditionell starke Interessen im syrischen Raum vertrat, musste Cassius möglicher Feindseligkeiten gewärtig sein. Um dringend benötigte Finanzmittel herbeizuschaffen erlegte er den Städten und Provinz seines Machtbereichs schwere Tribute auf. Bei Nichtleistung ging er so weit, die Einwohner zahlungsunwilliger oder -fähiger Städte in die Sklaverei zu verkaufen (so geschehen nach dem Bericht des Josephus mit den Städten Gophna, Emmaus, Lydda und Thamna).
Der den Regionen Judäa und Galiläa auferlegte Tribut betrug 700 Talente. Antipatros veranlasste die Aufteilung der Verantwortung für das Aufbringen dieser Summe auf mehrere hochrangige Persönlichkeiten, unter ihnen seine Söhne Phasael und Herodes. Letzterer lieferte seinen Teil (100 Talente für Galiläa) pünktlich und vor allen anderen ab, wodurch er sich das besondere Wohlwollen des Cassius erwarb. Anders ein gewisser Malichus, der nicht bereit erschien, den von ihm zu leistenden Anteil aufzubringen. Cassius hätte ihn hinrichten lassen, hätte nicht Hyrkanos durch Antipatros an Statt des Malichus 100 Talente gezahlt.
Warum es Malichus für klug hielt, den Zorn des Cassius auf sich zu ziehen, ist unklar. Offenbar war Malichus ein Angehöriger der Opposition, die den steten Machtzuwachs von Antipatros und dessen Familie und die zunehmende Aushöhlung der Macht des hasmonäischen Königtums verhindern wollte. Diese Opposition war immerhin erfolgreich und mächtig genug, Antipatros zum Verlassen Jerusalems zu bewegen. Er begab sich auf die östliche Jordanseite nach Peräa, wo er aus den Juden und den ihm verbundenen Arabern ein Heer sammelte.
Derweil waren Herodes und Phasael in Jerusalem geblieben. Ihre Position war nach Josephus relativ stark, da Phasael die Truppen in Jerusalem unterstanden und die Waffenvorräte sich unter Aufsicht Herodes befanden. Malichus leugnete daher alle feindlichen Absichten gegenüber Antipatros und veranlasste Phasael, für ihn eine Versöhnung mit Antipatros zu vermitteln. Bevor es jedoch dazu kam, wurde Antipatros bei einem Festmahl des Hyrkanos durch einen von Malichus bestochenen Diener vergiftet.
Malichus leugnete in der Folge jede Beteiligung an der Tat und wurde dabei zumindest teilweise von Hyrkanos gedeckt. Derweil hatte Herodes, der von Cassius und Murcus mit einem Armeekommando in Koilesyrien betraut worden war, das Einverständnis des Cassius eingeholt für seinen Plan, den Tod seines Vaters zu rächen. Malichus, der angeblich einen Aufstand gegen Cassius plante, wurde darauf in der Nähe von Tyros von römischen Offizieren des Herodes erdolcht. Hyrkanos soll sprachlos gewesen sein, als er die Nachricht vom Tod des Malichus erhielt.